# Insa Thiele-Eich
Insa Thiele-Eich (Heidelberg, 21 de abril de 1983) é uma meteorologista alemã, em treinamento para astronauta.

## Vida

### Profissão
Thiele-Eich estudou meteorologia na Universidade de Bonn. É coordenadora científica do Sonderforschungsbereich TR 32, "Padrões em Sistemas Solo-Vegetação-Atmosfera: Monitoramento, Modelagem e Assimilação de dados". O TR 32 lida com pesquisa básica para uma melhor previsão do tempo. O foco do trabalho de Thiele-Eich é a investigação de processos de troca, por exemplo, troca de água e energia entre solo, vegetação e atmosfera. Ao mesmo tempo está examinando os efeitos da mudança do clima em Bangladesh em sua tese de doutorado.

### Ação planejada como astronauta
Juntamente com a piloto da Bundeswehr Nicola Baumann foi selecionada em 2017 entre mais de 400 candidatas como uma das duas finalistas na iniciativa privada Die Astronautin, que seleciona a primeira astronauta da Alemanha. Uma das duas mulheres deve ser em 2020 a primeira astronauta alemã no espaço. É prevista uma estadia curta de cerca de dez dias na Estação Espacial Internacional (ISS) no ano 2020. O voo de custo aproximadamente cinquenta milhões de euros será financiado por doações; até abril de 2018 foram recebidos 68.590 euros. Thiele-Eich começou em agosto de 2017 um treinamento espacial no Centro de Treinamento de Cosmonautas Yuri Gagarin na Cidade das Estrelas, perto de Moscou, através de financiamento coletivo.

### Família
É filha do astronauta alemão Gerhard Thiele. É casada e tem duas filhas.